# ويليام بيرسون (عالم)
ويليام بيرسون (بالإنجليزية: William Pearson)‏ (و. 1767 – 1847 م) هو عالم فلك إنجليزي، كان عضوًا في الجمعية الملكية، توفي عن عمر يناهز 80 عاماً.

## التعليم
تعلم في جامعة كامبريدج.

## جوائز
حصل على جوائز منها:
- زميل في الجمعية الملكية
- الميدالية الذهبية للجمعية الفلكية الملكية.